# Sudamericano de Rugby 1977
El Sudamericano de Rugby de 1977 fue un torneo de 5 selecciones disputado a 5 rondas. El 10º campeonato se jugó en Argentina y por primera vez la Unión Argentina de Rugby eligió a una ciudad del interior como sede del evento que en esta oportunidad fue San Miguel de Tucumán. Los partidos se jugaron en la cancha del Club Atlético Concepción.

## Equipos participantes
- Selección de rugby de Argentina
- Selección de rugby de Brasil
- Selección de rugby de Chile
- Selección de rugby de Paraguay
- Selección de rugby de Uruguay

## Posiciones
| Pos. | Equipo    | Encuentros | Encuentros | Encuentros | Encuentros | Tantos  | Tantos    | Tantos     | Puntos |
| Pos. | Equipo    | jugados    | ganados    | empatados  | perdidos   | a favor | en contra | diferencia | Puntos |
| ---- | --------- | ---------- | ---------- | ---------- | ---------- | ------- | --------- | ---------- | ------ |
| 1    | Argentina | 4          | 4          | 0          | 0          | 250     | 19        | + 231      | 8      |
| 2    | Uruguay   | 4          | 3          | 0          | 1          | 84      | 110       | - 26       | 6      |
| 3    | Chile     | 4          | 2          | 0          | 2          | 83      | 128       | + 7        | 4      |
| 4    | Paraguay  | 4          | 1          | 0          | 3          | 38      | 128       | - 90       | 2      |
| 5    | Brasil    | 4          | 0          | 0          | 4          | 61      | 183       | - 122      | 0      |

Nota: Se otorgan 2 puntos al equipo que gane un partido, 1 al que empate, 0 al que pierda

## Resultados[1]

### Primera Fecha
| 23 de octubre | Chile | 22 - 3 | Paraguay | cancha del Club Atlético Concepción, Tucumán, Argentina |  |
|               |       |        |          | Árbitro(s): Fernando Malmierca                          |  |

| 23 de octubre                                                  | Argentina | 70 - 0 | Uruguay | cancha del Club Atlético Concepción, Tucumán, Argentina |  |
|                                                                |           |        |         | Árbitro(s): Jean P. Juanchich                           |  |
| Se suspendió por falta de energía eléctrica, se jugó el día 28 |           |        |         |                                                         |  |

### Segunda Fecha
| 24 de octubre | Uruguay | 16 - 7 | Paraguay | cancha del Club Atlético Concepción, Tucumán, Argentina |  |
|               |         |        |          | Árbitro(s): Roque Daneri                                |  |

| 24 de octubre | Argentina | 78 - 6 | Brasil | cancha del Club Atlético Concepción, Tucumán, Argentina |  |
|               |           |        |        | Árbitro(s): José L. Ilabaca                             |  |

### Tercera Fecha
| 27 de octubre | Paraguay | 25 - 13 | Brasil | cancha del Club Atlético Concepción, Tucumán, Argentina |  |
|               |          |         |        | Árbitro(s): José L. Ilabaca                             |  |

| 27 de octubre | Uruguay | 21 - 18 | Chile | cancha del Club Atlético Concepción, Tucumán, Argentina |  |
|               |         |         |       | Árbitro(s): Roque Daneri                                |  |

### Cuarta Fecha
| 29 de octubre | Chile | 33 - 27 | Brasil | cancha del Club Atlético Concepción, Tucumán, Argentina |  |
|               |       |         |        | Árbitro(s): Roque Daneri                                |  |

| 29 de octubre | Argentina | 77 - 3 | Paraguay | cancha del Club Atlético Concepción, Tucumán, Argentina |  |
|               |           |        |          | Árbitro(s): Fernando Malmierca                          |  |

### Quinta Fecha
| 30 de octubre | Uruguay | 47 - 15 | Brasil | cancha del Club Atlético Concepción, Tucumán, Argentina |  |
|               |         |         |        | Árbitro(s): Roque Daneri                                |  |

| 30 de octubre | Argentina | 25 - 10 | Chile | cancha del Club Atlético Concepción, Tucumán, Argentina |  |
|               |           |         |       | Árbitro(s): L. Lichevsky                                |  |

| Bandera de Argentina |
| Campeón Argentina    |
| Décimo título        |